# Wirswall
Wirswall is een civil parish in het bestuurlijke gebied Cheshire East, in het Engelse graafschap Cheshire met 76 inwoners.